# Cesamorelosia
Cesamorelosia is een geslacht van vliegen (Brachycera) uit de familie van de sluipvliegen (Tachinidae).
Dit geslacht kreeg in 1964 van Reinhard de wetenschappelijke naam Ergolabus. Later werd ontdekt dat die naam al in 1848 door Johannes von Nepomuk Franz Xaver Gistel was vergeven aan een geslacht van protozoa. In 2010 gaven Ahmet Ömer Koçak en Muhabbet Kemal het geslacht daarom een nieuwe naam: Cesamorelosia. De naam is een combinatie van Morelos, de Mexicaanse staat waar het geslacht werd ontdekt, en de naam van het instituut CESA (Centre for Entomological Studies Ankara).

## Soorten
- Cesamorelosia bonasus (Reinhard, 1964)